# Großer Waxenstein
Waxenstein – masyw w paśmie Wettersteingebirge, w Alpach Bawarskich. Leży w Niemczech, w Bawarii, przy granicy z Austrią. Leży w pobliżu Garmisch-Partenkirchen.
Szczyty masywu Waxenstein to:
- Großer Waxenstein (2277 m),
- Vorderer Waxenstein (2136 m),
- Zwölferkopf (2226 m),
- Mittagscharte (2076 m),
- Männl (1889 m).